# فهرست حوادث هوایی ساقط کردن هواپیماهای مسافربری
فهرست حوادث هوایی ساقط کردن هواپیماهای مسافربری (انگلیسی: List of airliner shootdown incidents) در تاریخ حمل و نقل هوایی تجاری، بسیاری از حوادث سقوط هواپیما رخ داده‌است که به‌طور عمدی یا تصادفی ایجاد شده‌اند. این یک لیست زمانی از سوانح هواپیماهای تجاری است که توسط شلیک پدافند یا حمله توسط هواگردهای نظامی و گروه‌های تروریستی و همچنین اشتباهات جنگی از بین رفته‌اند.

## دهه ۱۹۳۰

### Kweilin Incident
مقاله اصلی: حادثه ویلین

## دهه ۱۹۴۰

### Kaleva OH-ALL
مقاله اصلی: کالوا (هواپیما)

### The Chungking
مقاله اصلی: چونگکینگ (هواپیما)

### 1942 KNILM Douglas DC-3 shootdown
مقاله اصلی: ساقط کردن نیلم داگلاس دی‌سی-۳ ۱۹۴۲

### BOAC Flight 777
مقاله اصلی: BOAC Flight 777

## دهه ۱۹۵۰

### Cathay Pacific VR-HEU
مقاله اصلی: Cathay Pacific Douglas DC-4 shootdown

### El Al Flight 402
مقاله اصلی: El Al Flight 402

## دهه ۱۹۶۰
(1961) Ndola United Nations DC-6 crash

### (۱۹۶۲) Aeroflot Flight 902
مقاله اصلی: Aeroflot Flight 902

## دهه ۱۹۷۰

### ۱۹۷۳ پرواز ۱۱۴ هواپیمایی لیبی
مقاله اصلی: پرواز ۱۱۴ هواپیمایی لیبی
هواپیمای بوئینگ ۷۲۷ پرواز ۱۱۴ هواپیمایی ملی لیبی روز ۲۱ فوریه ۱۹۷۳ در حال پرواز از طرابلس به قاهره پایتخت مصر بود که در میانه راه، توقف کوتاهی در شهر بنغازی برای سوار کردن مسافر داشت.
هواپیما پس از قرار گرفتن در ابتدای باند فرودگاه بنغازی و خزش بر روی باند، لحظاتی بعد به پرواز درآمد و در حالی که وزش باد شدیدی همراه با گرد و غبار آغاز شده بود به سمت قاهره پرواز کرد.
شدت طوفان و گرد و غبار لحظه به لحظه بیشتر می‌شد تا اینکه خلبان ارتباط رادیویی خود را از دست داد و ارتباط هواپیما کاملاً با برج مراقبت قطع شد.
خلبان با افزایش ارتفاع، تلاش کرد تا از طوفان رها شود که این این کار مؤثر واقع شد، اما در این شرایط اتفاق بدتر آن بود که خلبان قادر به ارتباط با برج مراقبت و پیدا کردن موقعیت هواپیما در آسمان نبود و در حقیقت هواپیما در آسمان گم شده بود.
در حقیقت اولین اشتباه خلبان هنگام ورود به منطقه طوفانی بود که موضوع شرایط نامساعد جوی را به برج کنترل قاهره اطلاع نداد و پس از آن هم ارتباط خود را از دست داد، در عین حال فشار باد و طوفان هواپیما را به سمت شرق کشاند و از آن جایی که سیستم‌های ناوبری هواپیما از کار افتاده بود، خلبان نمی‌دانست که در حال ورود به شبه جزیره سینا تحت اشغال اسرائیل است. در همین حال خلبان که مشغول پرواز در ارتفاع ۲۰ هزار پایی در آسمان صحرای سینا بود، متوجه حضور دو فروند جنگنده F-4 فانتوم نیروی هوایی اسرائیل در کنار خود شد؛ جنگنده‌های اسرائیلی پس از نزدیک شدن به هواپیما به دنبال برقراری ارتباط با خلبان هواپیمای بوئینگ ۷۲۷ بودند و تلاش داشتند به او بفهمانند که به سمت پایگاه نظامی رفیدیم پرواز کرده و فرود بیاید. اما خلبان بوئینگ شروع به گردش شدید به سمت غرب کرد که موجب شد جنگنده‌های اسرائیلی این هواپیما را به رگبار ببندند و هواپیما با ۱۱۳ سرنشین ساقط شد. در این حادثه ۱۰۸ نفر کشته شده و ۵ نفر از جمله کمک خلبان زنده ماندند.

### ۱۹۷۵ Malév Flight 240
مقاله اصلی: [[|]]

### ۱۹۷۸ Korean Air Lines Flight 902
مقاله اصلی: پرواز شماره ۹۰۲ هواپیمایی کره

### ۱۹۷۸ Air Rhodesia Flight 825
مقاله اصلی: Air Rhodesia Flight 825

### ۱۹۷۸ Air Rhodesia Flight 827
مقاله اصلی: Air Rhodesia Flight 827

## دهه ۱۹۸۰

### (۱۹۸۰) Itavia Flight 870
مقاله اصلی: Itavia Flight 870

### (۱۹۸۳) پرواز شماره ۰۰۷ هواپیمایی کره
هواپیمای بوئینگ ۷۴۷ پرواز ۰۰۷ شرکت هواپیمایی ملی کره جنوبی (KAL) در تاریخ یکم سپتامبر ۱۹۸۳ میلادی در حال پرواز از نیویورک به سمت سئول بود که توسط دو فروند جنگنده سوخو-۱۵ نیروی هوایی شوروی مورد اصابت قرار گرفت و تمام ۲۶۹ مسافر و خدمه آن کشته شدند.
این پرواز با ۲۴۰ مسافر و ۲۴ خدمه که در ساعت ۲۳:۵۰ روز ۳۱ اوت فرودگاه جان اف کندی نیویورک را به مقصد سئول پایتخت کره جنوبی ترک کرد و پس از سوخت‌گیری مجدد در فروگاه بین‌المللی انکوریج در آلاسکا، هواپیما به سمت غرب و سپس جنوب پرواز کرد تا در فرودگاه بین‌المللی گیمپو فرود آید، اما چرخش به سمت غرب بیش از مقدار معین بود و هواپیما به سمت آسمان شوروی منحرف شد و بر فراز آسمان جزیره کامچاتکا و حریم هوایی ممنوعه شوروی پرواز کرد. این درحالی بود که به علت اختلال در دستگاه‌های ناوبری هواپیما، خلبان و مرکز کنترل ترافیک هوایی، از ورود هواپیما به حریم هوایی شوروی بی‌اطلاع بودند و به همین دلیل پس از حدود یک ساعت پرواز هواپیما در آسمان شوروی، نیروی هوایی این کشور دو فروند هواپیمای جنگنده سوخو-۱۵ را برای رهگیری پرواز ۰۰۷ به پرواز درآورد.
هواپیماهای رهگیری مأموریت شناسایی هواپیمای ناشناس، جمع‌آوری اطلاعات، اخطار به خلبان و اسکورت هواپیما به خارج از حریم هوایی شوروی را داشتند که با پرواز در نزدیکی بوئینگ-۷۴۷ اقدام به شلیک اخطار با مسلسل هواپیما برای جل توجه خلبان‌های هواپیمای کره‌ای کردند که واکنشی در پی نداشت؛ در همین حال خلبان هواپیمای مسافربری برای صرفه‌جویی در مصرف سوخت پس از تماس با برج مراقبت توکیو اقدام به کاهش سرعت و افزایش ارتفاع پرواز کرد. این اقدام که باعث خروج هواپیمای کره‌ای از مسیر اسکورت جنگنده‌های سوخو گردید از دید خلبانان شوروی عملی تحریک آمیز تلقی شد و بر احتمال نظامی بودن آن بیش از قبل افزود؛ در کنار این موضوع عبور هواپیمای کره‌ای از حریم ممنوعه کامچاتکا و استان ساخالین در شوروی دلیل کافی برای تهدید بودن پرواز ۰۰۷ قلمداد شد و جنگنده سوخو-۱۵ با شلیک دو تیر موشک R-8 به سمت این هواپیما باعث انفجار، سقوط و در نتیجه کشته شدن تمام سرنشینان و خدمه پرواز شد.

### پرواز شماره ۶۵۵ ایران ایر (۱۹۸۸)
مقاله اصلی: پرواز شماره ۶۵۵ ایران ایر
پرواز مسافربری شماره ۶۵۵ شرکت هواپیمایی ایران ایر با شناسه «IR655» از تهران به مقصد دوبی در تاریخ ۱۲ تیر ۱۳۶۷ (۳ ژوئیه ۱۹۸۸ میلادی) پس از توقف بین راهی در بندرعباس به سمت دوبی در حرکت بود که با شلیک یک موشک [ریم-۶۶]] از ناو یو اس‌اس وینسنس متعلق به نیروی دریایی ایالات متحده آمریکا در ارتفاع ۱۲ هزار پایی بر فراز خلیج فارس سرنگون شد و تمامی ۲۹۰ سرنشین آن که شامل ۴۶ مسافر غیر ایرانی و ۶۶ کودک (زیر ۱۳ سال) بودند، جان باختند.

## دهه ۱۹۹۰
سرنگونی سی-۱۳۰ نیروی هوایی ایران-۱۹۹۴
- توسط پدافند ارتش ارمنستان

سرنگونی لاکهید سی-۱۳۰ هرکولس نیروی هوایی ارتش جمهوری اسلامی ایران در سال ۱۹۹۴ در ۱۷ مارس ۱۹۹۴ اتفاق افتاد، زمانی که یک هواپیمای ترابری ارتشی هرکولس نیروی هوایی ایران که حامل پرسنل سفارت ایران از مسکو به تهران بود، توسط نیروهای نظامی ارمنستان در نزدیکی شهر استپانکرت در شهر استپانکرت سرنگون شد. (قره باغ، منطقه ای است که از سال ۱۹۸۸ تحت درگیری‌های مسلحانه قرار داشت و در آن زمان درگیر جنگ اول قره‌باغ بود ) در اثر این سانحه تمام ۳۲ سرنشین که اکثراً پرسنل و خانواده‌های سفارت ایران در مسکو (۱۹ مسافر و ۱۳ خدمه) بودند در این سانحه کشته شدند.

## دهه ۲۰۰۰
(2001) Peru shootdown
پرواز شماره ۱۸۱۲ سیبریا ایرلاینز (۲۰۰۱)
(2003) Baghdad DHL attempted shootdown incident
(Balad aircraft crash (2007

## دهه ۲۰۱۰
پرواز شماره ۱۷ هواپیمایی مالزی (۲۰۱۴)

## دهه ۲۰۲۰

### پرواز شماره ۷۵۲ هواپیمایی بین‌المللی اوکراین (۲۰۲۰)
East African Express Airways Brasilia crash
(۲۰۲۰)